# The Inside Man
The Inside Man noto anche con il titolo The Inside Man - Un uomo all'interno, è un film thriller poliziesco del 2023, scritto e diretto da Lorenzo Neri.

## Trama
Ulisse si trova ad ereditare un bar per motociclisti dopo la tragica morte di suo padre in un incidente stradale. Il suo tranquillo mondo viene sconvolto quando Fabrizio, un vecchio amico poliziotto di suo padre, si presenta con l'apparenza di un amico intenzionato a prendere in consegna il bar. Tuttavia, Fabrizio nasconde una doppia vita e vuole impossessarsi del locale per continuarne l'uso come punto di scambio per la droga.
Durante un incontro con Fabrizio, un giovane silenzioso di nome Michael osserva nell'ombra lasciando sospese le sue reali intenzioni. Quella sera, un agente della polizia stradale fa irruzione nel bar alla ricerca di un pericoloso ricercato, un criminale conosciuto come “Il Corriere”, noto per girare a bordo di una moto nera e per inviare lettere minatorie alla polizia. Ulisse, ancora inesperto come nuovo proprietario, si trova nella situazione imbarazzante di non sapere come aprire il retro del bar. L'agente, lasciandogli il suo biglietto da visita, gli chiede di contattarlo qualora scorgesse la moto ricercata.
Tornato a casa della madre, Ulisse scopre che quest’ultima è scomparsa misteriosamente, nonostante la cerchi dappertutto la sua attenzione viene catturata da una fotografia di Michael. 
In quel momento, riceve una telefonata da un numero sconosciuto, ma non riceve alcuna risposta. Dopo aver attaccato il telefono, si dirige verso il retro del bar. Con l'uso di tronchesi, forza la serratura e vi entra, scoprendo sotto un telo la moto ricercato e uno zaino che Michael aveva la mattina stessa. Improvvisamente, compare un uomo armato di pistola che si rivela essere Michael.
Il giorno seguente, Ulisse arriva al bar, controlla se la moto è ancora presente e fa una soffiata alla polizia. Mentre quest’ultimo è al telefono, viene interrotto da uno dei camerieri, che lo avvisa, che una persona lo sta aspettando sul pontile. Ulisse si dirige sul posto e ad aspettarlo c’è Fabrizio che inizia a vantarsi delle sue gesta criminali, rivelando di essere lui il famigerato corriere di droga e di aver ucciso il padre di Ulisse per impedirgli di denunciarlo. Fabrizio crede di aver vinto la partita, sapendo di avere sua madre come ostaggio. Tuttavia, in un incredibile colpo di scena, scopriamo che Michael non lavora in realtà per Fabrizio, ma è il fratello segreto di Ulisse. I due fratelli hanno segretamente collaborato per vendicarsi di Fabrizio e incastrarlo per tutti i suoi crimini.
I fratelli danno a Fabrizio la possibilità di scappare con la moto incriminata, che è stata sabotata a sua insaputa, proprio come Fabrizio fece con loro padre. La polizia non avendo altre prove e non potendo interrogare Fabrizio che è morto nell'incidente, è costretta a chiudere il caso anche se qualcosa non torna. I due fratelli ne escono immacolati nonostante fossero loro i veri autori delle lettere e Fabrizio solo un imitatore.
In una scena a metà dei titoli di coda, l’agente Salmi e l’agente Rinaldi, vengono attirati dalla notizia della latitanza di un ex agente dei servizi segreti: Brian Martini, meglio conosciuto come Agente Zero.
L'agente Rinaldi fa visita a Ulisse, confessandogli che lui e Marco non sono agenti della stradale, ma dei servizi segreti e chiedono il suo aiuto per salvare Zero.

## Produzione
Le riprese sono iniziate il 25 e 26 giugno 2023 a Carpi, il 27 giugno si sono tenute delle riprese secondarie lungo il Fiume Pò.
Il 28 giugno sono state effettuate delle riprese aeree presso il Castello di Canossa, mentre il 29 giugno il set si è spostato a Guastalla dove le riprese sono continuate fino al 6 Luglio. Il 7 Luglio 2023, si sono chiuse le riprese a San Martino In Rio.

## Riconoscimenti
- 2024 - Omnia Film Festival
  - Miglior montaggio a Lorenzo Neri[3]